# ارزش (فیلم)
ارزش (به انگلیسی: Worth) فیلمی محصول سال ۲۰۲۱ و به کارگردانی سارا کولانجلو است. در این فیلم بازیگرانی همچون مایکل کیتون، استنلی توچی، ایمی رایان، تیت داناوان، شونوری رامانتان، لارا بنانتی، تالیا بالسام، مارک مارون و جان اشکرافت ایفای نقش کرده‌اند.